# Схалквейк (Утрехт)
Схалквейк (нід. Schalkwijk, нід. вимова: [ˈsxɑl(ə)kˌʋɛik]) — село в нідерландській провінції Утрехт. Входить до муніципалітету Гаутен. Його населення станом на 2005 рік складало 1973 осіб.
До 1962 року мало статус окремого муніципалітету.

## Галерея

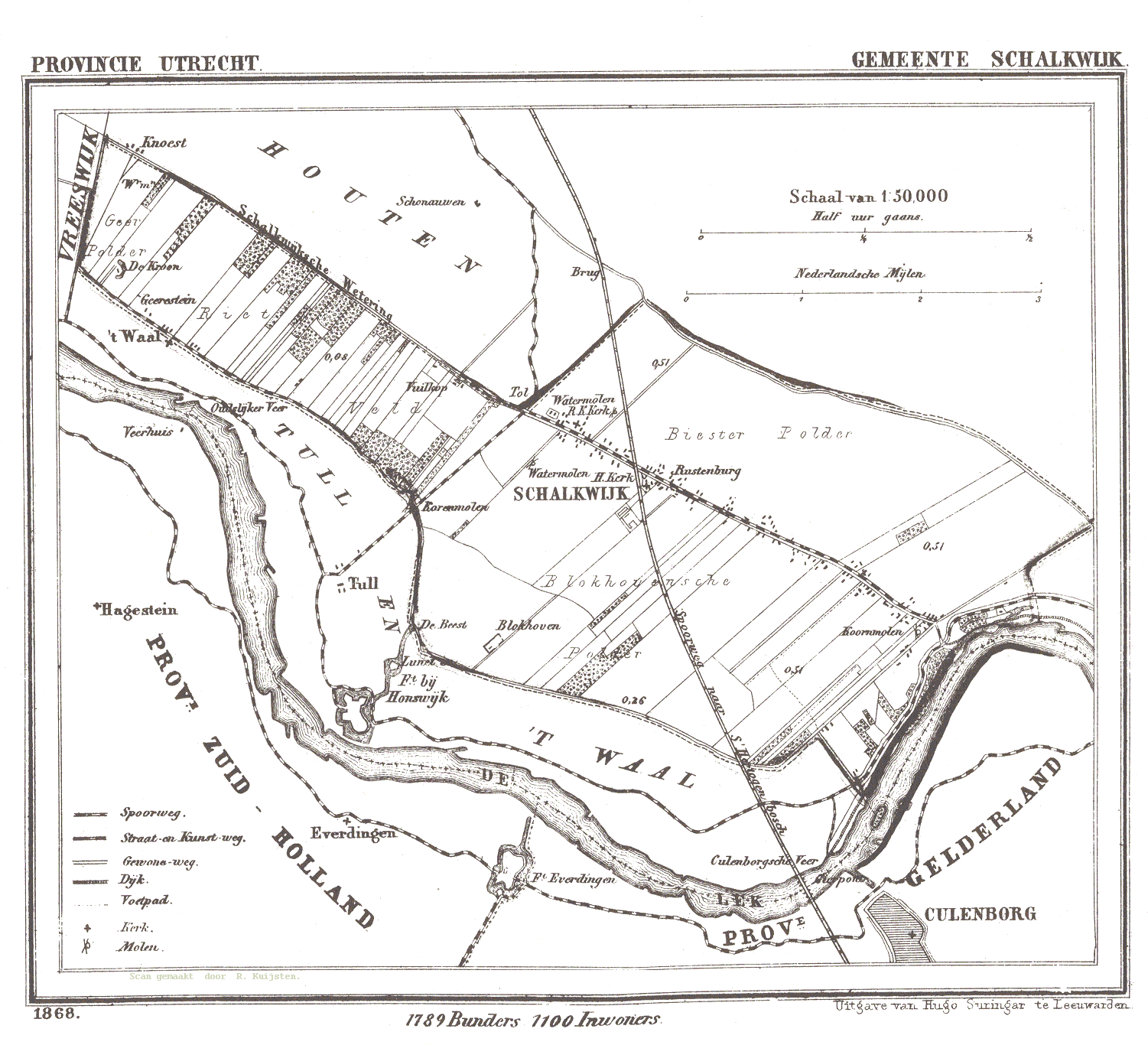
Мапа муніципалітету Схалквейк (1868)[3].